# Yuracsaga
Yuracsaga es una localidad peruana ubicada en el distrito de Manás, perteneciente a la provincia de Cajatambo del departamento de Lima, al centro oeste del Perú. 

## Ubicación
Yuracsaga se ubica al suroeste de la provincia de Cajatambo, en el distrito de Manás, en el departamento de Lima.

## Demografía
En 2017 Yuracsaga tenía una población de 3 habitantes y 1 vivienda.
| Gráfica de evolución demográfica de Yuracsaga entre 1993 y 2017 |
|                                                                 |
| Fuentes: Población 1993 y 2017                                  |